# Futebol Clube Paços de Ferreira
Maillots
Actualités
Le Futebol Clube Paços de Ferreira, est un club de football portugais, fondé en 1950 et basé à Paços de Ferreira, dans le Nord du Portugal.

## Histoire
L'origine du FC Paços de Ferreira remonte au début des années 1930, lorsque le football commença à être pratiqué par une collectivité sportive de Meixomil (l'une des paroisses de la municipalité de Paços de Ferreira) : le Sport Club Pacence.
Il y eut deux décennies de pratique du football par le Sport Club Pacence, sans aucune expression nationale, mais dans le seul but de réjouissances locales. Avec la réorganisation complète de cette collectivité sportive, une nouvelle fondation eut lieu le 5 avril 1950 : le FC Vasco de Gama qui constitua la genèse du futur FC Paços de Ferreira.
En 1960, le club prit la désignation de Futebol Clube Paços de Ferreira en lieu et place du Futebol Clube Vasco de Gama. Ce furent des questions d'ordre statutaire qui obligèrent cette modification, modification qui coïncide aussi avec un changement d'équipements. En effet, du jaune traditionnel des origines de ce club, on opta pour les couleurs du FC Porto. Mais ce changement ne dura que peu de temps, l'inévitable volonté d'identité prenant le dessus. Le club reprit donc ses couleurs d'origine : le jaune.
Ce club, parti de rien, se caractérise par une ascension régulière dans toutes les divisions du championnat portugais, parvenant en 1990/1991 à rejoindre la première division portugaise.
En août 2013, le club joue pour la première fois de son histoire un tour préliminaire de Ligue des champions.

## Un club de football au statut particulier
Le Futebol Clube Paços de Ferreira se caractérise par son statut qui est unique au Portugal. En effet, chaque direction nommée doit prendre l'engagement personnel de rembourser les dettes si elles existent à la fin de leur mandat ; ce afin de laisser des comptes propres pour la future direction.
Ceci est important et mérite d'être mis en évidence lorsque l'on parle de ce club : la rigueur financière afin d'assurer une certaine pérennité à ce club. Par la responsabilisation de ses dirigeants, aucune dette ne doit subsister entre ancienne et nouvelle direction.

## Le stade: Mata Real
Face à la ferveur populaire autour de ce club de football, il était inévitable de le doter d'infrastructures pour la pratique de ce sport. Inauguré en octobre 1973, le stade de Mata Real est le stade du FC Paços de Ferreira.

## Les supporteurs

### Anciens groupes de supporteurs
On en distingue deux :
- Febre Amarela : « Fièvre jaune »
- Yellow Mania : « Folie jaune »

### Actuel groupe de supporteurs
- Yellow boys : « les Garçons jaunes ».

Ce groupe de supporteurs a été fondé en 2001 et constitue le noyau dur des supporteurs du FC Paços de Ferreira.

## Bilan sportif

### Bilan par saison
| Saison    | I  | II | III | IV | V |
| 1990-1991 |    | 1  |     |    |   |
| 1991-1992 | 12 |    |     |    |   |
| 1992-1993 | 10 |    |     |    |   |
| 1993-1994 | 16 |    |     |    |   |
| 1994-1995 |    | 4  |     |    |   |
| 1995-1996 |    | 5  |     |    |   |
| 1996-1997 |    | 9  |     |    |   |
| 1997-1998 |    | 13 |     |    |   |
| 1998-1999 |    | 11 |     |    |   |
| 1999-2000 |    | 1  |     |    |   |
| 2000-2001 | 9  |    |     |    |   |
| 2001-2002 | 8  |    |     |    |   |
| 2002-2003 | 6  |    |     |    |   |
| 2003-2004 | 17 |    |     |    |   |
| 2004-2005 |    | 1  |     |    |   |
| 2005-2006 | 11 |    |     |    |   |
| 2006-2007 | 6  |    |     |    |   |
| 2007-2008 | 15 |    |     |    |   |
| 2008-2009 | 10 |    |     |    |   |
| 2009-2010 | 10 |    |     |    |   |
| 2010-2011 | 7  |    |     |    |   |
| 2011-2012 | 10 |    |     |    |   |
| 2012-2013 | 3  |    |     |    |   |
| 2013-2014 | 15 |    |     |    |   |
| 2014-2015 | 8  |    |     |    |   |
| 2015-2016 | 7  |    |     |    |   |
| 2016-2017 | 13 |    |     |    |   |
| 2017-2018 | 17 |    |     |    |   |
| 2018-2019 |    | 1  |     |    |   |
| 2019-2020 | 13 |    |     |    |   |
| 2020-2021 | 5  |    |     |    |   |
| 2021-2022 | 13 |    |     |    |   |
| 2022-2023 | 17 |    |     |    |   |
| 2023-2024 |    | 5  |     |    |   |

### Palmarès
| Compétitions nationales | Compétitions internationales                                                                   |
| --- | ---------------------------------------------------------------------------------------------- |
| - Championnat du Portugal - 3ème : 2013 - Coupe du Portugal - Finaliste : 2009 - Coupe de la Ligue portugaise - Finaliste : 2011. - Supercoupe du Portugal - Finaliste : 2009 - Championnat de Division 2 (4) - Champion : 1991, 2000, 2005 et 2019 - Championnat de Division 4 - Champion : 1974 | - Ligue des champions - Barrages : 2014 - Coupe UEFA / Ligue Europa - Phases de groupes : 2014 |

### Bilan européen
Note : dans les résultats ci-dessous, le score du club est toujours donné en premier.
| Saison    | Compétition             | Tour             | Club                     | Domicile | Extérieur | Total     |
| --------- | ----------------------- | ---------------- | ------------------------ | -------- | --------- | --------- |
| 2007-2008 | Coupe UEFA              | Premier tour Q   | AZ Alkmaar               | 0 - 1    | 0 - 0     | 0 - 1     |
| 2009-2010 | Ligue Europa            | Deuxième tour Q  | FC Zimbru Chișinău       | 1 - 0    | 0 - 0     | 1 - 0     |
| 2009-2010 | Ligue Europa            | Troisième tour Q | Bnei Yehoudah            | 0 - 1    | 0 - 1     | 0 - 2     |
| 2013-2014 | Ligue des champions     | Troisième tour Q | Zénith Saint-Pétersbourg | 1 - 4    | 2 - 4     | 3 - 8     |
| 2013-2014 | Ligue Europa            | Groupe E         | ACF Fiorentina           | 0 - 0    | 0 - 3     | Troisième |
| 2013-2014 | Ligue Europa            | Groupe E         | Dnipro Dnipropetrovsk    | 0 - 2    | 0 - 2     | Troisième |
| 2013-2014 | Ligue Europa            | Groupe E         | Pandurii Târgu Jiu       | 1 - 1    | 0 - 0     | Troisième |
| 2021-2022 | Ligue Europa Conférence | Troisième tour Q | Larne FC                 | 4 - 0    | 0 - 1     | 4 - 1     |
| 2021-2022 | Ligue Europa Conférence | Barrages Q       | Tottenham Hotspur        | 1 - 0    | 0 - 3     | 1 - 3     |

Légende
- Victoire ou qualification pour le tour suivant
- Match nul
- Défaite ou élimination de la compétition